# Lozovaia
Lozovaia, transliterat Lozova după toponimul ucrainean Лозова, este un oraș din regiunea Harkov, Ucraina, centrul administrativ al raionului Lozovaia. El este al doilea oraș ca populație din regiune, după Harkov. Se află la o distanță de 148 de kilometri de Harkov.